# Équipe d'Algérie masculine de handball au Championnat d'Afrique 2008
Le 18e Championnat d'Afrique des nations de handball masculin a eu lieu en Angola du 8 au 17 janvier 2008,.
Cet article relate également le tournoi de qualifications aux Jeux olympiques d'été de 2008 auquel a participé l'Algérie.

## Effectif
- Aziz Benkahla ( HBC Villefranche)
- Messaoud Berkous ( MC Alger)
- Abderrahim Berriah ( MC Alger)
- El Hadi Biloum ( Sélestat AHB)
- Yacinn Bouakaz ( Tremblay)
- Hichem Boudrali ( MC Alger)
- Omar Chehbour ( MC Alger)
- Riad Chehbour ( MC Alger)
- Belgacem Filah ( Paris Handball)
- Abdérazak Hamad ( MC Alger)
- Ahmed Hadjali ( US Ivry)
- Tahar Labane ( Istres OPH)
- Lamine Rabir ( USM Harrach)
- Abdelmalek Slahdji ( MC Alger)
- Sid Ali Yahia ( MC Alger)
- Hamza Zouaoui ( MC Alger)

Entraîneur : Kamel Akkeb

## Résultats

### Phase de groupe
| Groupe B (Lubango) |         |     |   |   |   |   |    |    |      |
|                    | Équipe  | Pts | J | G | N | P | BP | BC | Diff |
| 1                  | Égypte  | 6   | 3 | 3 | 0 | 0 | 90 | 65 | +25  |
| 2                  | Algérie | 4   | 3 | 2 | 0 | 1 | 75 | 65 | +10  |
| 3                  | Maroc   | 2   | 3 | 1 | 0 | 2 | 71 | 82 | -11  |
| 4                  | Nigeria | 0   | 3 | 0 | 0 | 3 | 65 | 89 | -24  |

| 10 janvier | Égypte  | 26 | 23 | Algérie | 16h00 |
| 11 janvier | Algérie | 26 | 20 | Nigeria | 18h00 |
| 12 janvier | Algérie | 26 | 19 | Maroc   | 18h00 |

### Phase finale
|  | Places de 1 à 4         | Places de 1 à 4         |                 |    | Première place          | Première place          |
|  | Places de 1 à 4         | Places de 1 à 4         |                 |    | Première place          | Première place          |
|  |                         |                         |                 |    |                         |                         |
|  | 15 janvier 15:00 Luanda | 15 janvier 15:00 Luanda |                 |    | 17 janvier 16:30 Luanda | 17 janvier 16:30 Luanda |
|  | 15 janvier 15:00 Luanda | 15 janvier 15:00 Luanda |                 |    | 17 janvier 16:30 Luanda | 17 janvier 16:30 Luanda |
|  | Égypte                  | 35                      |                 |    | 17 janvier 16:30 Luanda | 17 janvier 16:30 Luanda |
|  | Égypte                  | 35                      |                 |    | 17 janvier 16:30 Luanda | 17 janvier 16:30 Luanda |
|  | Angola                  | 27                      |                 |    | 17 janvier 16:30 Luanda | 17 janvier 16:30 Luanda |
|  | Angola                  | 27                      | Égypte          | 27 |                         |                         |
|  | 15 janvier 17:30 Luanda |                         | Égypte          | 27 |                         |                         |
|  |                         | Tunisie                 | 25              |    |                         |                         |
|  | Tunisie                 | Tunisie                 | 25              | 41 |                         |                         |
|  | Tunisie                 |                         |                 | 41 |                         |                         |
|  | Algérie                 | 25                      |                 |    |                         |                         |
|  | Algérie                 | 25                      | Troisième place |    |                         |                         |
|  |                         |                         |                 |    |                         |                         |
|  | 17 janvier 14:00 Luanda |                         |                 |    |                         |                         |
|  |                         |                         |                 |    |                         |                         |
|  | Algérie                 | 23                      |                 |    |                         |                         |
|  | Algérie                 | 23                      |                 |    |                         |                         |
|  | Angola                  | 20                      |                 |    |                         |                         |
|  | Angola                  | 20                      |                 |    |                         |                         |

## Qualifications aux Jeux olympiques d'été de 2008
Les participants au troisième tournoi mondial, disputé en Croatie, sont :
- Croatie, 5e du Championnat du monde ; hôte du tournoi.
- Russie, 6e du Championnat du monde.
- Japon, 2e du tournoi asiatique de qualification.
- Algérie, 3e du Championnat d'Afrique des nations 2008.

|   | Équipe  | Pts | J | G | N | P | Bp  | Bc  | Diff |
| - | ------- | --- | - | - | - | - | --- | --- | ---- |
| 1 | Croatie | 6   | 3 | 3 | 0 | 0 | 100 | 72  | 28   |
| 2 | Russie  | 4   | 3 | 2 | 0 | 1 | 107 | 69  | 38   |
| 3 | Japon   | 2   | 3 | 1 | 0 | 2 | 91  | 108 | -17  |
| 4 | Algérie | 0   | 3 | 0 | 0 | 3 | 65  | 114 | -49  |

| 30 mai 2008                           | Russie     | 39 - 12 | Algérie | Salle Krešimir Ćosić, Zadar |             |
| 15:30 CET · Historique des rencontres |            | (12-5)  |         | Arbitrage :                 | Arbitrage : |
| 15:30 CET · Historique des rencontres | [ rapport] |         |         | Arbitrage :                 | Arbitrage : |

| 31 mai 2008                           | Japon      | 38 - 24 | Algérie | Salle Krešimir Ćosić, Zadar |             |
| 15:30 CET · Historique des rencontres |            | (20-14) |         | Arbitrage :                 | Arbitrage : |
| 15:30 CET · Historique des rencontres | [ rapport] |         |         | Arbitrage :                 | Arbitrage : |

| 1er juin 2008                         | Algérie    | 26 - 37 | Croatie | Salle Krešimir Ćosić, Zadar |             |
| 17:30 CET · Historique des rencontres |            | (13-14) |         | Arbitrage :                 | Arbitrage : |
| 17:30 CET · Historique des rencontres | [ rapport] |         |         | Arbitrage :                 | Arbitrage : |

Effectif
- Gardiens de but : Hichem Feligha (MC Alger), Lamine Rabir (USM El-Harrach)
- Joueurs de champ : Riad Chehbour, Omar Chehbour, Hichem Boudrali, Sid Ali Yahia, Hamza Zouaoui, Messaoud Berkous (MC Alger), Messaoud Layadi (JSE Skikda), Hamza Ouardas, Abderrahim Berriah (MB Saïda), Sassi Boultif (Tremblay-en-France), Aziz Benkahla (Villefranche), Ahmed Hadjali (Ivry)